# Ferrer Ferran
Fernando Ferrer Martínez (Valencia, 1966) conocido por el nombre artístico de Ferrer Ferran es un pianista, compositor y director de banda y de orquesta español. 

## Biografía
Obtuvo un diploma de licenciate en dirección de orquesta de vientos por el Associated Board of the Royal Schools of Music y catedrático de composición del Conservatorio Superior de Música de Castellón. Ha compuesto más de cien obras para orquestas sinfónicas en gran parte. Además también ha dirigido varias bandas y orquestas, como la Banda Primitiva de Paiporta o la Orquesta de Vientos "Allegro" de Valencia.

## Premios y distinciones
- Premio EUTERPE Extraordinario (2021) otorgado por la Federación de Sociedades Musicales de la Comunidad Valenciana (FSMCV), en reconocimiento a su trayectoria en el mundo de la composición y dirección musical tanto a nivel nacional como internacional.[2]

## Dirección
- Unión Musical Santa Cecilia de Moncofa (1984-1986)
- Brass band de la Agrupación Musical de Tavernes Blanques (1985-1987)
- Unión Musical de Villar del Arzobispo (1988)
- Orquesta del Conservatorio Superior de Música de Valencia (1989-1990)
- Centro Instructivo Musical de Mislata (1990-1995)
- Asociación Cultural Fray J. Rodríguez-Pintor Cortina de Valencia (1994-1998)
- Asociación Cultural "Allegro" de Valencia (1995-2001)
- Banda Primitiva de Paiporta (1996-2016)
- Banda del Conservatorio Profesional de Música de Valencia (1999-2002)
- Juventud Musical de Quart de les Valls (2000-2005)
- Banda de la Federación de Sociedades Musicales de la Comunidad Valenciana (2001)
- Orquesta de Vientos Allegro (2002-Actualidad)
- Banda Sinfònica Provincial de Ciudad Real (2006-Actualidad)
- Banda Federal Catalana (2006)
- Banda Sinfónica de la Sociedad Ateneo Musical de Cullera (2016-Actualidad)

## Composición

### Para Orquesta
- Saxiland (2000). Para cuarteto de saxófonos y orquesta de cuerda
- El bosque mágico (2002). Para oboe y orquesta
- Luces y sombras (2003). Poema sinfónico
- Rivera (2008). Divertimento para orquesta de cuerda
- Alba Sapienta

### Para banda
Aperturas
- The song of the horn
- Comic Oberture (2000)
- Tio Alberola (2005)
- Mont Serrat (2008)
- Sudwind Overture
- IVAM

Pasodobles
- Ole Toronto
- Al Centenario (1997)
- Bravo Mestre (1997)
- Música y pueblo
- Consuelo Ciscar
- Don Víctor
- Don Pajarita
- Pico Paco
- La Palmera (2009)
- La Amistad
- Sanlucar de Barrameda (2005)
- Pontones (2006)
- Federband (2006)
- A mi yayo
- Consulado de Mar
- Taoro  (2015)
- Lorena Tomás  (2016)
- Actualidad Fallera (2016)
- Amunt Pirris (2016)

Obras para solista
- Euterpe (2003) para flauta travessera
- El bosque mágico (2002) para oboe
- Aljama (1999) para dulzaina
- Baghira (2000) para saxófono alto
- Redsaxman (2006) por saxófono alto
- Concierto del Simún (1997) para saxófono alto
- Jovintud (2005) para saxófono tenor
- Gjallarhorn (2004) para trompa
- Eolo el rey (1999) para trompeta
- Tú sueño para trompeta
- La Voz de la Trompeta (2007) para trompeta
- Hydra Concierto para trompeta
- Té buen e Paiporta (2008) para trombón
- Bassi la Marioneta (1999) para tuba o bombardí
- Davide e Golia (2015) para percusión
- El pequeño Rugier (1995) para narrador (cuente musical)
- El Quijote para narrador
- Cool Brass Five (2008) para quinteto de viento-metal

Obras de concierto
- Canto a UNICEF  ( 1996 )
- The Submerged City, Poema Descriptivo [ La Ciudad Sumergida ]  ( 1997 )
- Côte de Oro, Suite Descriptiva para Banda [ Costa de Oro ]  ( 1998 )
  - Y - Dijon
  - II - La Bourgogne, el arte te le plaisir de vivre
  - III -  Chalon dans la Rue
- Mar y Belio, Fantasía Española  ( 1999 )
- La Sombra del Cruzado, Poema Sinfónico  ( 1999 )
- La Inmortal, Poema Descriptivo ( 1999 )
- Algemiz, Dos Episodios Sinfónicos Históricos ( 1999 )
  - Y - Batalla del Sucro
  - II - Danza de los Conquistadores
- Tormenta del Desierto, Sinfonía n.º 1  ( 2000 )
  - Y - La Invasión de Kuwait
  - II - Lo Toco de Queda
  - III - Avanzo de las Tropas Aliadas
  - IV - La Batalla de Basora
- La Pasión de Cristo, Sinfonía n.º 2  ( 2001 )
  - Y - Nacimiento. Sacrificio de los Inocentes. Bautismo.
  - II - Las Tres Tentaciones.
  - III - Legada al templo. La Santa Cena. Captura. Juicio. Crucufixión. Esperanza.
- Ceremonial, Suite Sinfónica  ( 2001 )
  - Y - Entrada Ceremonial
  - II - Marcha Ceremonial
  - III - Danza y Final
- Magallanes, Poema Sinfónico  ( 2002 )
- Míticaventura, Suite Sinfónica  ( 2002 )
  - Y - Iberia
  - II - Grecia
  - III - Roma
  - IV - Egipto
- Luces y Sombras, Poema Sinfónico  ( 2002 )
- Echo de la montagne, Sinfonietta n.º 1  ( 2003 )
  - Y - La Légende
  - II - La Belle Nature
  - III - La Forêt Fastastique
- En un lugar de la Mancha, Episodios Sinfónicos en Cuatro Movimientos  ( 2003 )
  - Y - Cervantes
  - II - Sancho Panza
  - III - Don Quijote Y Dulcinea Del Toboso
  - IV - Rocinante
- Toyland Suite, Suite para Banda  ( 2004 )
  - Y - Muñecos y Marionetas
  - II - La Casita de Muñecas
  - III - El Tren
  - IV - El Soldadito de Desplumo
- Los pecas capitales, Suite Sinfónica  ( 2004 )
  - Y - Avaricia, Envidia
  - II - Pereza, Lujuria
  - III - Soberbia, Gula, Ira
- La Rodana, Marcha  ( 2004 )
- El ingenioso hidalgo, Tres Episodios Sinfónicos para Banda  ( 2005 )
  - Y - De Alonso Quijano a Don Quijote
  - II - El Encantamiento de Dulcinea
  - III - Historias de Caballería
- Juana de Arco, Poema Medieval Sinfónico  ( 2005 )
- Suite Sincrónica, Suite Descriptiva  ( 2005 )
  - Y - El Sueño Compartido
  - II - Elegía
  - III - Hacia el Centenario
- El rugir del Kimbo, Sinfonietta nº 2  ( 2005 )
  - Y - Jambo
  - II - La Montaña Sagrada
  - III - Ruwa, el Dios del Kilimanjaro
- The Great Spirit, Sinfonía n.º 3 El Gaudir del Geni   ( 2005 )
  - Y - Gaudí
  - II - Sagrada Familia
- El Caracol Mifasol, Pequeño Poema  ( 2005 )
- Jungla, Poema ambientado en la Selva Africana  ( 2006 )
- López Odero, Fantasía Andaluza para Banda  ( 2006 )
- Maestro Lino, Fantasía Española  ( 2006 )
- La Escalera SiDo, Pequeño Poema para Banda y Coro de Niños ( 2006 )
- Vientos Catalanes, Fantasía Sinfónica  ( 2006 )
- Auditorio Florida, Himno a Santa  Cecília ( 2006 )
- La Torre de Hércules, Episodio Sinfónico  ( 2007 )
- El Misterio del Fuego, Sinfonietta nº 3  ( 2007 )
  - Y - Calixto III
  - II - Los Canales
  - III - Hoguera y Fiesta
- Salomón, Leyenda Africana Sinfónica  ( 2007 )
- Concierto para orquesta de vientos y percusión, Concierto para Banda  ( 2007 )
- Pinocchio, Suite Sinfónica  ( 2008 )
  - Y - Pinocho, Geppetto y el Grillo que Habla
  - II - La Bella Niña de los Cabellos Turquesa
  - III - El Monte de los Milagros
  - IV - El Pais de los Juguetes. El Tiburón. Ya se un Niño.

- Red Dragon, Apunte Sinfónico  ( 2008 )
- Al-Manzah, Episodio Sinfónico [ Almansa ]  ( 2008 )
- Abraham, Poema Bíblico Sinfónico  ( 2009 )
- Abu Simbel, Episodio Sinfónico  ( 2009 )
- A Fairy Talo, Fantasía Mágica [ Un Cuento de Hadas ]  ( 2009 )
- El Bolero de Carmelo, Bolero Sinfónico  ( 2009 )
- Castelo Don Inferno, Poema Sinfónico Descriptivo  ( 2009 )
  - Y - Mosteiro de Vilela
  - II - Boca don Inferno
  - III - Vestigios don Castelo
- Sonido Nata por Té, Suite Sinfónica  ( 2009 )
  - Y - Allegro Festivo
  - II - Largo @e molto espressivo
  - III - Scherzo
  - IV - Allegro Vivo
- O Camiño das Animas en Pena, Poema Terrífico SInfónico  ( 2010 )
- Vilela, Poema Sinfónico  ( 2010 )
- Acqua Alpina, Suite Sinfónica  ( 2010 )
  - Y - La Forza
  - II - Il Rispeto
  - III - La Vita
- La Batalla de Chiclana, Poema Sinfónico  ( 2010 )
- Misa Sinfónica, Misa para Coro y Banda Sinfónica  ( 2010 )
  - Y - Canto de Entrada
  - II - Aleluya
  - III - Ofertorio
  - IV - Agnus Dei
  - V - Sanctus
  - VI - Consagración
  - VII - Ave María
  - VIII - Conclusio
- El Coloso, Sinfonía nº 4 The Colossus  ( 2011 )
  - Y - Oscuridad  ( Darkness )
  - II - Duerme  ( Asleep )
  - III - La Huida  ( The Flight )
  - IV - El Gigante  ( The Giant )
- Las Aventuras del Principito, Poema Descriptivo Sinfónico  ( 2012 )
- Tyrannosaurus Rex, Episodio Sinfónico  ( 2012 )
- El Sol Redondo, Pequeño Poema para Banda y Coro de Niños  ( 2012 )
- Cabeza Compostizo, Fantasía Española  ( 2012 )
- Concierto nº 3, Concierto para Banda  ( 2013 )
- Ciudad Sorprendida, Episodio Sinfónico para Banda  ( 2013 )
- L´Insurrection, Poema Sinfónico  ( 2014 )
- Destellos de Alba, Vales Sinfónico para Banda  ( 2014 )
- Chanson lleva Nouvel An, Sueño Sinfónico para Banda  ( 2014 )
- Burbujas del Sentido, Impresión Sinfónica [ Bubbles of Sin ]  ( 2015 )
- Fuegos del Alma, Apertura Sinfónica  ( 2016 )
- Peter Pan, Suite Sinfónica para Banda (2016)
  - Y - La Ventana Abierta. La Sombra. Volamos
  - II - El País de Nunca Jamás
  - III - Lo Hogar Feliz. El Cuento de Wendy
  - IV - Los Pieles Rojas. Lo Rapto de los Niños. Barco Pirata. Garfio o yo. El Regreso en Casa. Cuando Wendy Creció.
- Miliarium, Cuadro Sinfónico (2016)
- Al-Kasar', Impresión Sinfónica (2019)
- El Brillo del Fénix, Canto Sinfónico a la Esperanza, para Coro y Banda Sinfónica (2020)

### Para conjuntos instrumentales
- Divertimento (1995) para 15 instrumentos de viento y percusión
- Vales infantil (1995) para cuarteto de clarinetes
- Chernovil (2001) para quinteto de metales (Brass Quintet)
- Ter y Anta (2004) para grupo de metales
- Durcalí (2008) para quinteto de metales
- Cinco a brass sos (2008) para quinteto de metales
- Cool Brass five (2008) concierto para quinteto de metales y banda sinfónica

## Discografía
A continuación se detallan los discos que contienen íntegramente música de Ferrer Ferran y las formaciones que lo han grabado:
- Red Dragon por Banda Sinfónica del Conservatorio Superior de Música de Aragón
- El rugir del Kimbo por la Orquesta de Vientos Allegro
- Sinfonias por la Banda de la Federación de Sociedades Musicales de la Comunidad Valenciana
- El ingenioso Hidalgo por el Centro Instructivo Musical La Armònica de Buñuelo y la Banda Sinfónica Provincial de Ciudad Real
- La Torre de Hércules por la Banda Municipal coruñesa
- Miticaventura por varias bandas
- La voz de la Trompeta por la Banda Primitiva de Paiporta
- Echo de la montagne por la Agrupación Musical la Amistad de Cuart de Poblet
- Magallanes por la Agrupación Musical la Amistad de Cuart de Poblet
- Orígenes por la Banda Sinfónica del Conservatorio Superior de Música de Castelló
- Ceremonial por la Orquesta de Vientos Allegro
- La Pasión de Cristo por Sociedad Musical La Artística de Buñol
- Tormenta del Desierto por varias bandas
- Mar y Belio por la Banda Primitiva de Paiporta
- Dúo Parsax por la Banda Primitiva de Paiporta

Su música ya está disponible en todas las plataformas digitales. A continuación los discos publicados allí y el año de publicación.
Álbum
- En un lugar de la Mancha 2022
- Concertino 1 & 3, Concert for Wind Symphony Orchestra 2022
- Peter Pan por Ateneo Musical de Cullera 2021
- Safari por Banda del Conservatorio Calasancio de Castellón 2021
- Las Aventuras del Principito por Banda Primitiva de Paiporta 2020
- Cool Brass Five 2020

Singles
- Piano for Children, Easy Piano Pieces por Ferrer Ferran 2022
- El Jardín de las Delicias, Sinfonietta N. 4 (The Garden of Earthly Delights) por la Orquesta de Vientos Musée d’Art Harmonie de Japón 2022
- Atenea por Banda Sinfónica Ateneo Musical de Cullera 2022
- Patricia Sanz 2022
- La Festa de les Falles 2022
- Poseidon In Troy por Valencia Prowinds 2022
- Santa Claus por Banda Sinfónica Ateneo Musical de Cullera 2022